# 元鳳
元鳳（げんぽう）は、中国、前漢の元号（紀元前80年 - 紀元前75年）。
昭帝劉弗陵の治世に行われた第2番目の元号。

## 出来事
- 元年9月：桑弘羊・上官桀が昭帝を廃して燕王劉旦を立てようとした事件に関与して誅殺される。以後、霍光が権力を握る。
- 5年春正月：広陵王劉胥来朝。
- 6年正月：烏桓の攻撃を受け、度遼将軍范明友に討伐を命じる。

## 西暦との対照表
| 元鳳 | 元年   | 2年    | 3年    | 4年    | 5年    | 6年    |
| 西暦 | 前80年 | 前79年 | 前78年 | 前77年 | 前76年 | 前75年 |
| 干支 | 辛丑   | 壬寅   | 癸卯   | 甲辰   | 乙巳   | 丙午   |